# Flugplatz Tuluksak

i7
i11
i13
Der Flugplatz Tuluksak (englisch Tuluksak Airport, IATA-Code: TLT, FAA-LID: TLT) ist ein vom Staat Alaska  betriebener, öffentlicher Flugplatz nahe Tuluksak, Alaska.

## Infrastruktur
Der Flugplatz verfügt über eine Piste aus Schotter und Erde, welche die Bezeichnung 02/20 trägt und 750 Meter lang und 9 Meter breit ist.